# Матрунчик, Николай Иванович
Николай Иванович Матрунчик (укр. Микола Іванович Матрунчик; 13 января 1955 — 22 сентября 2018) — бывший директор государственного предприятия «Луцкий ремонтный завод „Мотор“» Государственного концерна «Укроборонпром», Волынская область. Герой Украины (2013).

## Биография
Родился 13 января 1955 года в г. Котовске Одесской области Украинской ССР.
В 1977 году окончил Рижское высшее военное авиационное инженерное училище имени Якова Алксниса по специальности «Летательные аппараты и силовые установки».
Начал трудовую деятельность на луцком 208-м авиационном ремонтном заводе старшим инженером, в звании лейтенанта. Позже — работал начальником отдела, старшим конструктором. C 1992 года и по апрель 2015 года — возглавлял предприятие. Имеет войсковое звание полковник запаса.

## Награды
- Звание Герой Украины с вручением ордена Державы (24 августа 2013 года) — за выдающийся личный вклад в развитие отечественной промышленности, внедрение современных технологий в производство, весомые трудовые достижения[1]
- Награждён медалью «За военную службу Украине» (Указ № 111 от 01.09.1997).
- Имеет почетное звание «Заслуженный машиностроитель Украины» (Указ Президента Украины № 847/2008 от 22.09.2008).[2]